# Hydriomena cruziata
Hydriomena cruziata là một loài bướm đêm trong họ Geometridae.